# CHIA
CHIA (англ. Chitinase, acidic) – білок, який кодується однойменним геном, розташованим у людей на 1-й хромосомі. Довжина поліпептидного ланцюга білка становить 476 амінокислот, а молекулярна маса — 52 271.
| 10         |  | 20         |  | 30         |  | 40         |  | 50         |
| ---------- |  | ---------- |  | ---------- |  | ---------- |  | ---------- |
| MTKLILLTGL |  | VLILNLQLGS |  | AYQLTCYFTN |  | WAQYRPGLGR |  | FMPDNIDPCL |
| CTHLIYAFAG |  | RQNNEITTIE |  | WNDVTLYQAF |  | NGLKNKNSQL |  | KTLLAIGGWN |
| FGTAPFTAMV |  | STPENRQTFI |  | TSVIKFLRQY |  | EFDGLDFDWE |  | YPGSRGSPPQ |
| DKHLFTVLVQ |  | EMREAFEQEA |  | KQINKPRLMV |  | TAAVAAGISN |  | IQSGYEIPQL |
| SQYLDYIHVM |  | TYDLHGSWEG |  | YTGENSPLYK |  | YPTDTGSNAY |  | LNVDYVMNYW |
| KDNGAPAEKL |  | IVGFPTYGHN |  | FILSNPSNTG |  | IGAPTSGAGP |  | AGPYAKESGI |
| WAYYEICTFL |  | KNGATQGWDA |  | PQEVPYAYQG |  | NVWVGYDNIK |  | SFDIKAQWLK |
| HNKFGGAMVW |  | AIDLDDFTGT |  | FCNQGKFPLI |  | STLKKALGLQ |  | SASCTAPAQP |
| IEPITAAPSG |  | SGNGSGSSSS |  | GGSSGGSGFC |  | AVRANGLYPV |  | ANNRNAFWHC |
| VNGVTYQQNC |  | QAGLVFDTSC |  | DCCNWA     |  |            |  |            |

A: Аланін

C: Цистеїн

D: Аспарагінова кислота

E: Глутамінова кислота

F: Фенілаланін

G: Гліцин

H: Гістидин

I: Ізолейцин

K: Лізин

L: Лейцин

M: Метіонін

N: Аспарагін

P: Пролін

Q: Глутамін

R: Аргінін

S: Серин

T: Треонін

V: Валін

W: Триптофан

Кодований геном білок за функціями належить до гідролаз, глікозидаз. 
Задіяний у таких біологічних процесах, як апоптоз, імунітет, запальна відповідь, вуглеводний обмін, альтернативний сплайсинг. 
Локалізований у цитоплазмі.
Також секретований назовні.